# Herb gminy Lipinki
Herb gminy Lipinki – jeden z symboli gminy Lipinki, ustanowiony 4 sierpnia 2004.

## Wygląd i symbolika
Herb przedstawia na tarczy w polu błękitnym wizerunek Matki Bożej Lipińskiej z Dzieciątkiem Jezus na rękach, między dwoma złotymi wieżami wiertniczymi, symbolizującymi bogactwo ziemi słynącej z ropy naftowej, a ponad nimi złote listki lipy.